# Love (piłkarz)
Arsenio Sebastião Cabungula bądź Love (ur. 14 marca 1979 w Luandzie) – angolski piłkarz grający na pozycji napastnika. W przeszłości był zawodnikiem klubu Atlético Sport Aviação, z którym zdobył trzy mistrzostwa kraju.
W reprezentacji Angoli zadebiutował w 2001 roku. Znalazł się w składzie na mundial 2006.